# Округ Вошингтон (Њујорк)
Округ Вошингтон (енгл. Washington County) је округ у америчкој савезној држави Њујорк. По попису из 2010. године број становника је 63.216.

## Демографија
Према попису становништва из 2010. у округу је живело 63.216 становника, што је 2.174 (3,6%) становника више него 2000. године.
| Група             | 2000.          | 2010.          |
| Белци             | 57.378 (94,0%) | 58.996 (93,3%) |
| Афроамериканци    | 1.785 (2,9%)   | 1.893 (3,0%)   |
| Азијати           | 172 (0,3%)     | 266 (0,4%)     |
| Хиспаноамериканци | 1.232 (2,0%)   | 1.446 (2,3%)   |
| Укупно            | 61.042         | 63.216         |